# Homo erectus erectus

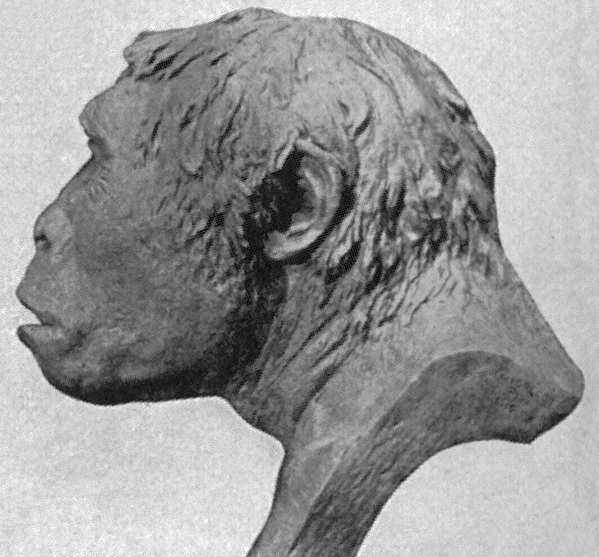
Reconstrucción de 1922.

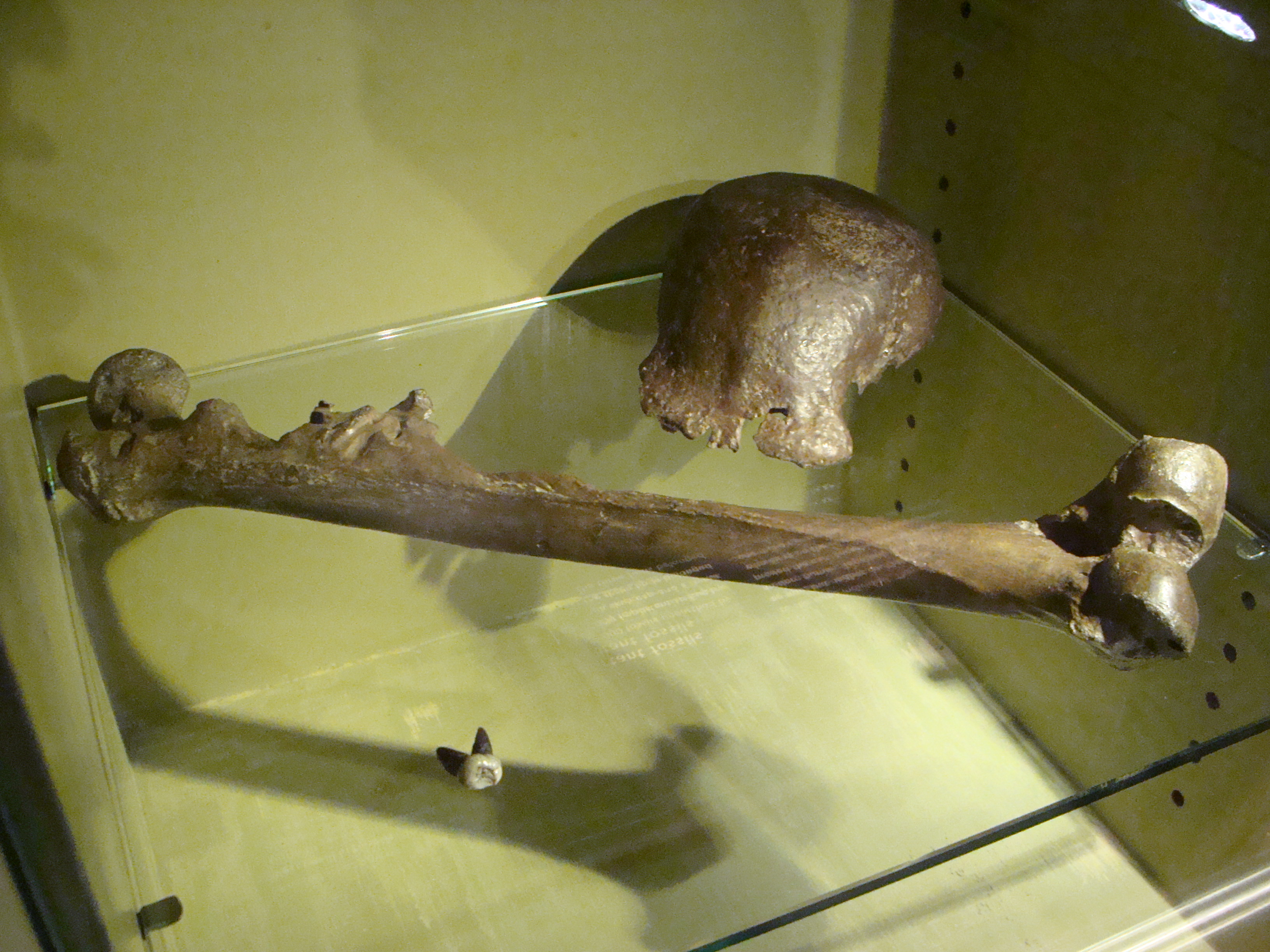
Restos originales descubiertos por Eugène Dubois en Java entre 1891 y 1892.

El hombre de Java (Homo erectus erectus) fue el primer espécimen descubierto de Homo erectus, descrito originalmente en Java por Eugène Dubois, quien inicialmente lo llamó Anthropopithecus erectus (1892-1893) y después, Pithecanthropus erectus (1893-1894). Los términos Anthropopithecus (Blainville, 1839) y Pithecanthropus (Haeckel, 1868) derivan de raíces griegas y significan ‘mono hombre’ (Anthropopithecus) y ‘hombre mono’ (Pithecanthropus).

## Restos de Trinil
Dubois encontró los restos en el lugar llamado Trinil a orillas del río Solo, en la isla de Java en 1891. El hallazgo consistió en la calota o tapa de un cráneo. Un año después fueron descubiertos un fémur y dos muelas, a dieciséis metros de donde se encontró la tapa de la calavera. Dubois consideró que todas las piezas provenían del mismo individuo y las fechó con una antigüedad de medio millón de años. Además, calculó la capacidad craneana en 855 cm³.

## Restos de Sangiran
En la década de 1930 el paleontólogo alemán Ralph von Koenigswald obtuvo nuevos fósiles, tanto cerca de Trinil como en nuevas localidades, como Sangiran (a unos 75 km), y en 1938 von Koenigswald identificó claramente el magnífico cráneo de Sangiran 17 como Pithecanthropus.
En 1939 von Koenigswald y Franz Wiedenreich trabajaron para definir una relación precisa entre los fósiles de Trinill y Sangiran con los del «hombre de Pekín», denominado por entonces Sinanthropus pekinensis, y concluyeron destacando las semejanzas claves entre ellos, que demuestran que representan una misma forma humana antigua.
En 1940 Weidenreich reinterpretó los restos de Trinil y Java como Homo erectus iavanensis, pero se renombraron definitivamente por Dobzhansky (1944) como Homo erectus erectus.

## Características
Tenía una capacidad craneal de unos 940 ml, intermedia entre los 1200-1500 del hombre moderno y los 600 ml del gorila. El hombre de Java poseía la porción del cerebro que controla el lenguaje, aunque se ignora si efectivamente hablaba. El cerebro del hombre de Java era mucho más grande y con un mayor número de circunvoluciones que el del cualquiera de los monos primitivos o vivientes, y tenía más características humanas que simiescas. El hombre de Java adulto medía alrededor de 1,70 m, pesaba cerca de 70 kg y caminaba en posición erecta. Posiblemente se desplazaba en pequeños grupos familiares, vivía en cavernas y cazaba en los bosques.

## Datación
Nuevos métodos de datación sugieren que el Homo erectus de Java es muy anterior a lo previamente establecido, contando con unos 1,8 millones de años de antigüedad.

## Interpretaciones tempranas

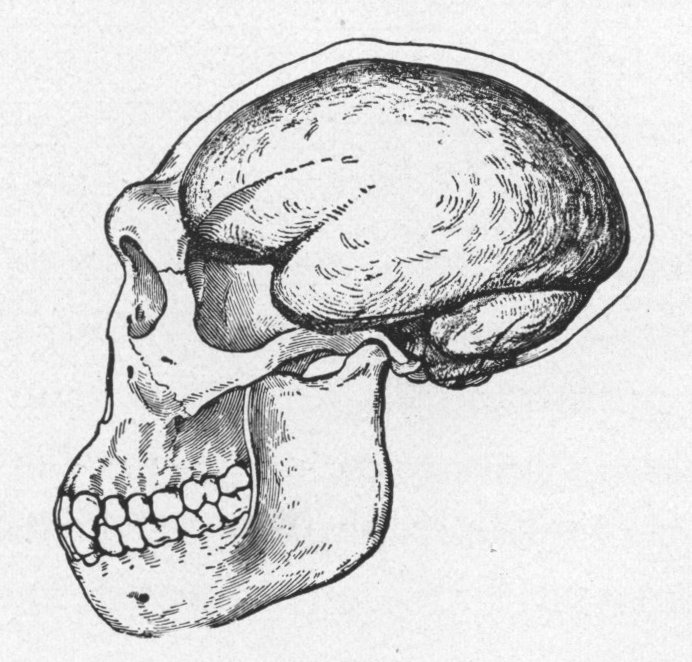
1922 reconstrucción de un cráneo del Hombre de Java, debido a que Trinil 2 era sólo un cráneo, Dubois que creía que el Hombre de Java era transicional entre simios y humanos, dibujó la reconstrucción con una mandíbula similar a la de los simios pero con un cerebro más grande que el de los simios'

Más de 50 años después del hallazgo de Dubois, Ralph von Koenigswald recordaba que "ningún otro descubrimiento paleontológico ha creado tanta sensación y ha dado lugar a una variedad tan grande de opiniones científicas contradictorias"  de von Koenigswald. Los fósiles de Pithecanthropus fueron tan inmediatamente controvertidos que a finales de la década de 1890 ya se había hablado de ellos en casi 80 publicaciones.
Hasta que el niño de Taung – los restos de 2,8 millones de años de un Australopithecus africanus – fueron descubiertos en Sudáfrica en 1924, los descubrimientos de Dubois y Koenigswald eran los restos de homínidos más antiguos jamás encontrados. Algunos científicos de la época sugirieron que el Hombre de Java de Dubois era una posible forma intermedia entre los humanos modernos y el antepasado común que compartimos con los otros grandes simios. El consenso actual de los antropólogos es que los antepasados directos de los humanos modernos fueron poblaciones africanas de Homo erectus' (Homo ergaster), en lugar de las poblaciones asiáticas de la misma especie ejemplificadas por el Hombre de Java y el Hombre de Pekín.

### Teoría del eslabón perdido
Dubois publicó por primera vez su hallazgo en 1894. La afirmación central de Dubois era que el Pithecanthropus era una forma transicional entre simios y humanos, un llamado "eslabón perdido". Muchos no estaban de acuerdo. Algunos críticos afirmaron que los huesos eran los de un simio erguido que caminaba, o que pertenecían a un humano primitivo. Este juicio tenía sentido en una época en la que la visión evolucionista de la humanidad aún no había sido ampliamente aceptada, y los científicos tendían a considerar los fósiles de homínidos como variantes raciales de los humanos modernos más que como formas ancestrales. Después de que Dubois permitiera a una serie de científicos examinar los fósiles en una serie de conferencias celebradas en Europa en la década de 1890, empezaron a estar de acuerdo en que el Hombre de Java podría ser una forma transicional después de todo, pero la mayoría de ellos pensaban en él como "una rama lateral extinta" del árbol humano que efectivamente había descendido de los simios, pero que no había evolucionado hasta convertirse en humanos. Esta interpretación acabó imponiéndose y siguió siendo dominante hasta la década de 1940.

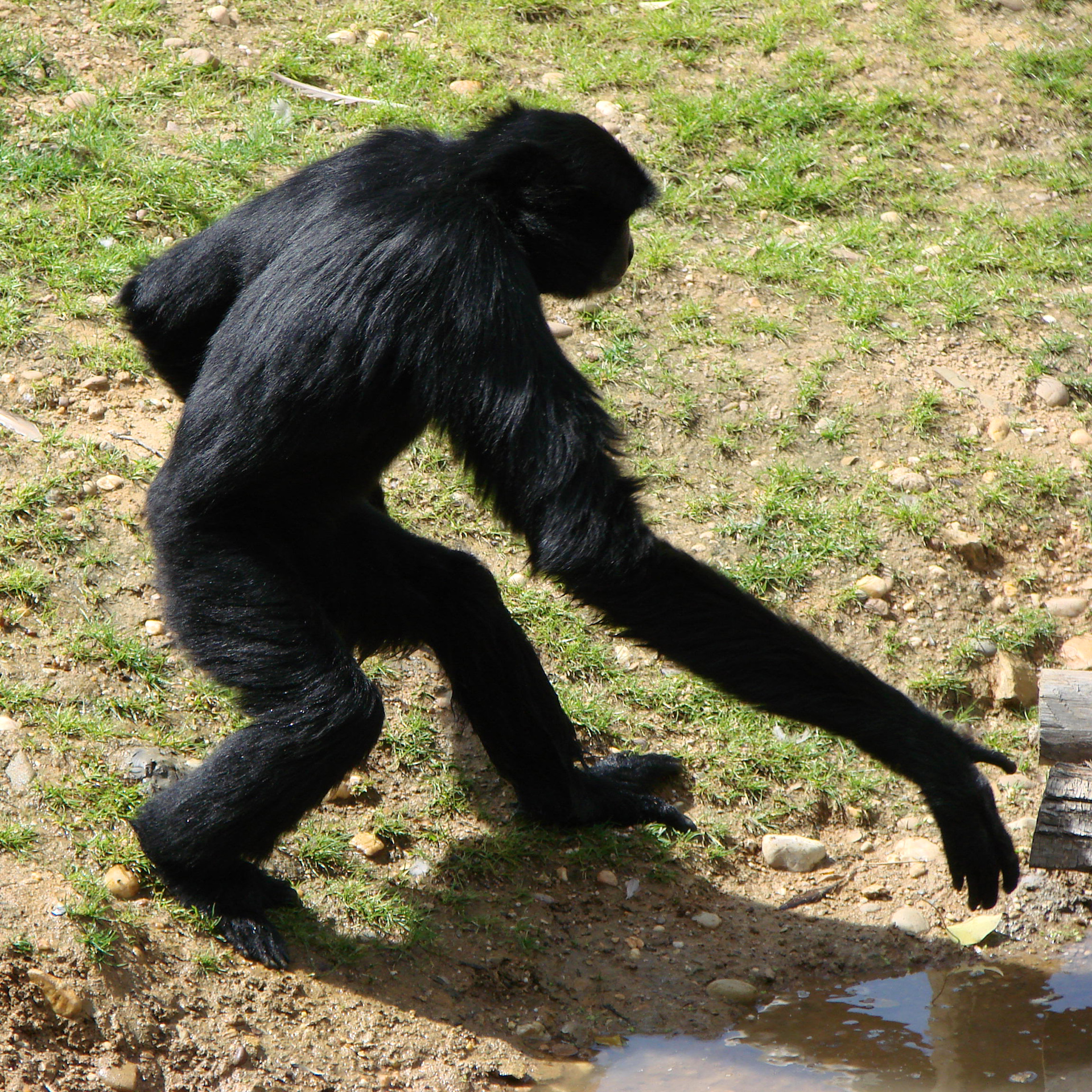
La capacidad del gibón para ponerse de pie y caminar erguido hizo creer a Eugène Dubois que estaba estrechamente emparentado con los humanos. Esta es una de las razones por las que una vez afirmó que el Hombre de Java parecía un "gibón gigante".

Dubois estaba amargado por esto y encerró el fósil en un baúl hasta 1923, cuando se lo mostró a Ales Hrdlicka, de la Smithsonian Institution. En respuesta a los críticos que se negaban a aceptar que el Hombre de Java fuera un "eslabón perdido", en 1932 Dubois publicó un artículo en el que sostenía que los huesos del Trinil se parecían a los de un "gibón gigante". El uso de Dubois de la frase ha sido ampliamente malinterpretado como una retractación, pero pretendía ser un argumento para apoyar su afirmación de que Pithecanthropus era una forma transicional. Según Dubois, la evolución se produjo a saltos, y los antepasados de la humanidad habían duplicado la relación cerebro-masa corporal en cada salto. Para demostrar que el Hombre de Java era el "eslabón perdido" entre simios y humanos, tenía que demostrar que su relación cerebro-cuerpo era el doble que la de los simios y la mitad que la de los humanos. El problema era que la capacidad craneal del hombre de Java era de 900 centímetros cúbicos, alrededor de dos tercios de la de los humanos modernos.
Al igual que muchos científicos que creían que los humanos modernos evolucionaron "Fuera de Asia", Dubois pensaba que los gibones eran los más parecidos a los humanos entre los grandes simios. Para conservar las proporciones predichas por su teoría de la evolución del cerebro, Dubois sostenía que el Hombre de Java tenía una forma más parecida a la de un gibón que a la de un humano. Imaginada "con los brazos más largos y el tórax y la parte superior del cuerpo muy expandidos", la criatura de Trinil se convirtió en un gigantesco simio de unos 100 kilogramos (220,5 lb), pero "con el doble de cefalización que los simios antropoides en general y la mitad que el hombre". Por lo tanto, estaba a medio camino de convertirse en un humano moderno. Como concluía Dubois su artículo de 1932 "Sigo creyendo, ahora más firmemente que nunca, que el Pithecanthropus de Trinil es el verdadero 'eslabón perdido'. '"

### Reclasificación comoHomo erectus
Basándose en el trabajo de Weidenreich y en su sugerencia de que Pithecanthropus erectus y Sinanthropus pekinensis estaban conectados a través de una serie de poblaciones entrecruzadas, el biólogo alemán Ernst Mayr reclasificó a ambos como parte de la misma especie: Homo erectus. Mayr presentó su conclusión en el Cold Spring Harbor Symposium de 1950, y el resultado fue la reclasificación de la especie erectus de Dubois en el género Homo. Como parte de la reclasificación, Mayr incluyó no sólo Sinanthropus y Pithecanthropus, sino también Plesianthropus, Paranthropus, Javanthropus, y varios otros géneros como sinónimos, argumentando que todos los antepasados humanos formaban parte de un único género (Homo), y que "nunca existió más de una especie de hombre sobre la tierra en un momento dado". El planteamiento monoespecífico de Mayr sobre la evolución humana, que supuso una "revolución en la taxonomía", fue rápidamente aceptado. Dio forma a la paleoantropología en la década de 1950 y perduró hasta la década de 1970, cuando el género africano Australopithecus' fue aceptado en el árbol evolutivo humano..
En la década de 1970 se desarrolló una tendencia a considerar la variedad javanesa de H. erectus como una subespecie, Homo erectus erectus, y a la variedad china como Homo erectus pekinensis.

## Debates
Dubois nunca aceptó que los fósiles que encontró en Trinil pudieran relacionarse como una misma especie o forma humana con los de Trinil y Sangiran. También Dubois había encontrado dos calaveras obviamente humanas a 100 km en Wadjak un yacimiento de fechado dudoso calculado en 50 000 años AP, que actualmente se consideran más recientes. Los detractores de la evolución acusaron a Dubois de ocultar esta información para dar más credibilidad a sus otros descubrimientos. Nuevas pruebas sobre la fauna del mismo estrato marcan que estos cráneos —llamados Wadjak 1 y 2— son del Holoceno, lo que los desvincula completamente del Homo erectus.